# 奠供山
奠供山（てんぐやま）は、和歌山県和歌山市和歌浦にある玉津島神社の背後の山である。

## 歴史
神亀元年（724年）2月4日に即位した聖武天皇は、同年10月8日に和歌浦へ行幸して14日間滞在した際、「山に登り海を望むに、この間最も好し。遠行を労せずして、以て遊覧するに足る、故に弱浜（わかはま）の名を改めて明光浦（あかのうら）と為せ、宜しくし守戸を置きて荒穢（こうわい）せしむことなかれ、春秋二時官人を差遣し、玉津島の神・明光浦の霊を奠祀せよ」という詔を発した。聖武天皇は和歌浦の景観に感動し、明光浦（あかのうら）と名付け、さらにこの地の景観を守るため守戸を置くことを命じたのである。『紀伊国名所図会』では奠供山を伽羅山とし、東に続く現在の雲蓋山を天狗山としているが、『紀伊続風土記』では「神亀元年御幸の時、登山望海此間最好と、詔し給ふは即此山なり」として、奠供山を詔が発せられた場所であるとしている。
天平神護元年（765年）10月の称徳天皇行幸の際には、南浜に「望海楼」が営まれ7日間滞在したとされているが、江戸時代後期の儒学者仁井田好古は「望海楼」を奠供山の南麓の市町にあったものとし、好古の撰文になる望海楼遺址碑（和歌山市指定文化財）にはそのことが刻まれている。望海楼遺址碑は、元は奠供山麓の市町川沿いに建てられていたが、現在は鄭供山山頂に置かれている。玉津島神社蔵の慶応3年（1867年）改刻の玉津島神社略記添付の「和歌浦玉出嶋社之圖」には、天保2年（1831年）～3年（1832年）に奠供山上に建てられたと考えられる拝所が描かれている。